# مردن در آغوش تو
مردن در آغوش تو (به انگلیسی: Die in Your Arms) نام ترانه‌ای از سومین آلبوم استودیویی جاستین بیبر با نام باور (۲۰۱۲) است. این ترانه در ۲۹ مه ۲۰۱۲ در قالب تک‌آهنگ تبلیغاتی در آی‌تونز منتشر شد.
«مردن در آغوش تو» از روی ترانهٔ «We've Got a Good Thing Going» اثر مایکل جکسون ساخته شده است. ترانهٔ «We've Got a Good Thing Going» در سال ۱۹۷۲ در دومین آلبوم استودیویی جکسون با نام بِـن منتشر شد.
این آهنگ را "The Corporation"، گروه ترانه‌نویسانِ بری گوردی، مؤسس و صاحب کمپانی موتاون برای جکسون نوشتند.